# کی فود
کی فود (انگلیسی: Key Food) شرکت خرده‌فروشی آمریکایی است، که در سال ۱۹۴۶ تأسیس شد.